# Eresus sandaliatus
Eresus sandaliatus (Martini & Goeze, 1778) è un ragno appartenente alla famiglia Eresidae.

## Distribuzione
La specie è stata reperita in diverse località dell'Europa.
In Italia questo ragno è stato avvistato in Trentino per la prima volta ad inizio 2023..

## Tassonomia
Non sono stati esaminati esemplari di questa specie dal 2012.
Attualmente, a dicembre 2013, non sono note sottospecie
Fotografato a Chianale zona Monviso 2021